# Самборский приборостроительный завод
Самборский приборостроительный завод «Омега» (укр. Самбірський приладобудівний завод "Омега") — предприятие в городе Самбор Львовской области Украины.

## История
Самборский приборостроительный завод был построен в городе Самбор в соответствии с восьмым пятилетним планом развития народного хозяйства СССР, введён в эксплуатацию в июле 1967 года и изначально являлся филиалом Львовского завода электроизмерительных приборов (в дальнейшем вошёл в состав Львовского производственного объединения "Микроприбор").
Он действовал в производственной кооперации с ранее построенным здесь стекольным заводом и заводом радиодеталей.
В целом, в советское время завод входил в число крупнейших предприятий города.
После провозглашения независимости Украины государственное предприятие было переименовано в Самборский приборостроительный завод «Омега» и преобразовано в открытое акционерное общество, позднее - реорганизовано в закрытое акционерное общество.

## Деятельность
Завод производит электроизмерительные приборы для геофизической отрасли, контрольные приборы для металлургической, нефтеперерабатывающей, химической и мясомолочной промышленности, технические жидкости для автомобилей (тосол, электролит, дистиллированную воду), изготавливает чугунное литьё (решётки) и металлоизделия хозяйственно-бытового назначения (тачки, мангалы для приготовления шашлыков и др.).